# Scotia (Nebraska)
Scotia è un comune degli Stati Uniti d'America, situato nello Stato del Nebraska, nella contea di Greeley.